# Милета Рајковић
Милета Рајковић је био први фотограф у Алексинцу.

## Биографија
Био је активан као фотограф од 1881. до 1914. Најстарији подаци о њему су из 1883. године.Те године је због учешћа у Тимочкој буни у Алексинцу, осуђен пред преким судом у Зајечару, на пет година у робије у лаком окову. Фотографија њега у оквима, као и његових многобројних ауторских фотографија објављене су у књизи Алексинац за незаборав историчара Миодрага Спирића и фотографа Хаџи Миодрага Миладиновића.Много Милетиних фотографија се налази на сајту Фото музеј, а међу његовим клијентима су били Драгиња Јанковић, етнолог Тихомир Ђорђевић,композитор  Владимир Ђорђевић, историчар Јован Томић, глумац Димитрије Марковић, трговац и командир народне војске Милосав Трифунац, индустријалац Милан Тимић,породица Кнез Милојковић, укључујући венчање Маре Кнез Милојковић и пешадијског капетана Илије М.Петровића , свештенство, ђаци Учитељске школе, и многобројни виђенији људи Алексинца.